# 辽西街道
辽西街道，是中华人民共和国吉林省四平市双辽市下辖的一个乡镇级行政单位。

## 行政区划
辽西街道下辖以下地区：
西环社区、西勇社区、电厂社区、税务社区、吉兴村和巨丰村。